# La Resurrecció (Santo Domingo el Antiguo)
La Resurrecció de Crist és un llenç que forma part del conjunt de retaules de Santo Domingo el Antiguo, a Toledo, concretament del retaule lateral dret. És una de les tres úniques pintures d'aquest conjunt que romanen in situ, perquè no ha estat venuda i substituïda per còpia. Consta amb el número 8 en el catàleg raonat realitzat per Harold Wethey.

## Anàlisi de l'obra
Oli sobre llenç; 210 x 128 cm.; Santo Domingo el Antiguo, Toledo.
La figura de la part inferior esquerra correspon a sant Ildefons de Toledo, amb blanques vestidures molt apropiades pel tema. És molt versemblant que el seu rostre correspongui a Diego de Castilla.
Segons H,E, Wethey,aquest llenç resulta encara més conmovedor que el de la La Trinitat. El Greco crea una obra profunda des del punt de vista dramàtic i pictòric, mercès a la integració de tots els personatges, les eloqüents actituds de sorpresa dels soldats, i l'actitud benevolent de Crist, formant una V amb l'estendard de la Resurrecció, que es repeteix en les posicions oblíqües dels soldats. Els jocs de llum del crepuscle contribueixen a crear un ambient de misteri, miracle i poesía. Dins el corpus pictòric d'El Greco, aquesta obra és una de les que més recorda a Michelangelo Buonarroti, concretament en les figures dels soldats, i cal remarcar la figura nua en escorç a la part inferior dreta, que recorda les estàtues nues que jeuen a les tombes dels Mèdici.
Josep Gudiol comenta que l'inicial esquema piramidal queda modificat pel verticalisme, malgrat que els escorços dels soldats creen un efecte de profunditat. Una màndorla gairebé imperceptible rodeja com un núvol el cos de Crist, flanquejat per dos admirables draps, que deixen gairebé completament a descobert la seva figura nua. El grup de soldats mostra la forma magistral com El Greco distribueix, matitza i gradua els efectes de llum i ombra. L'absència d'escenografia és total: la forma i la llum apareixen enterament al servei de la imatge i el color.

## Situació dins el conjunt
- Continua al Retaule Lateral a la dreta de l'espectador.